# Aksaï (rivière)
Pour les articles homonymes, voir Aksaï (homonymie).
L'Aksaï est une rivière russe qui coule sur 144 km dans la République du Daghestan. Elle est un affluent de l'Aktach et donc un sous-affluent du Soulak.

## Traduction
- (de) Cet article est partiellement ou en totalité issu de l’article de Wikipédia en allemand intitulé « Aksai (Aktasch) » (voir la liste des auteurs).